# Chiesa dei Santi Pietro e Paolo (San Pietro Cusico)
La chiesa dei Santi Pietro e Paolo è la parrocchiale di San Pietro Cusico, frazione di Zibido San Giacomo, nell'arcidiocesi di Milano.

## Storia
La prima citazione di una chiesa a San Pietro Cusico risale al 1272. Una seconda menzione, più precisa, è da ricercarsi nel Liber Notitiae Sanctorum Mediolani, scritto da Goffredo da Bussero; in questa occasione s'apprende che la chiesa ricadeva nel territorio sotto la giurisdizione della pieve di Decimo, poi trasferita a Lacchiarella. Nella relazione della visita pastorale del vescovo Carlo Borromeo del 1567 la chiesa è descritta come pericolante e dotata d'un piccolo campanile, che disponeva una sola campana. Si sa che, durante un un'altra visita pastorale, l'arcivescovo Borromeo ordinò di ristrutturare ed ampliare la chiesa. L'attuale parrocchiale venne edificata nel 1664 sulla base di quella precedente; nello stesso periodo fu ricostituito anche il campanile, il quale venne sopraelevato nel XVIII secolo. Nel 1779 i parrocchiani erano 599, saliti a 800 nel 1896. Nel 1972 la chiesa, da secoli compresa nel vicariato di Lacchiarella, passò, in seguito alla soppressione di quest'ultimo, al decanato di Cesano Boscone, per poi essere aggregata al neo-costruito decanato di Rozzano nel 1983.